# Parmigiani Fleurier
Parmigiani Fleurier est une société suisse de montres de haut de gamme fondée en 1996 à Fleurier, dans le canton de Neuchätel, en Suisse , par  Michel Parmigiani. En 2006, Parmigiani a réalisé la montre Bugatti 370, montre qui a gagné la même année le titre de montre de l'année, par la presse japonaise ; cette montre est liée à la voiture  Bugatti Veyron.
La société est possédée par la fondation de famille Sandoz. Guido Terreni est directeur général depuis Janvier 2021.
L'entreprise est l'un des membres fondateurs de la Fondation Qualité Fleurier. Sa production annuelle est d'environ 5 000 montres.

## Historique
- 1972 : Fondation de Parmigiani Mesure et Art du Temps ;
- 2011 : la société devient pour 5 ans l’un des sponsors officiels de la Fédération brésilienne de football (CBF). L’entreprise lance une collection exclusive inspirée du foot brésilien, la Collection CBF et accueille à ce titre au Brésil près de 500 invités de marque pendant plusieurs matches de la Coupe du monde de 2014[1].

Parmigiani Fleurier a débuté en 1996 à Val-de-Travers. Le fondateur, Michel Parmigiani, a conçu ses activités après avoir depuis 1976 restoré des vieux articles d'horlogerie et de montres. Le travail de restauration se faisiat avec le concours de la famille Sandoz afin de restorer la collection de la pièce Maurice Yves Sandoz au sein du Musée d’Horlogerie du Locle, une telle activité contribuant à la  creation de la société Parmigiani Fleurier, possédée par la fondation Sandoz.
En 2016, Parmigiani Fleurier met au point la Hippologia - 55kg - montre ovale sur table avec une couverture de feuilles d'or blanc et élaborée avec le fabricant français de verre Lalique. 
En Decembre 2020, Parmigiani Fleurier est en partenariat avec Giorgio Armani afin de créer la collection de montres Giorgio Armani qui devait être lancer à la fin de 2021. 
En Janvier 2021, Guido Terreni remplace Davide Traxler en tant que directeur général. 

## Montres
Parmigiani propose une série de  montres pour hommes et une gamme spécifique pour dames. Toutes les montres Parmigiani Fleurier sont faites à la fin et, selon une publicité datée de 2008, nécessiteraient au moins 400 heures de travail et seraient fabriquées uniquement avec des métaux précieux ou semi-précieux ou avec des pierres précieuses ou semi-précieuses.  Les montres sont les modèles Toric, Forma (renommé Kalpa) and la montre unique Bugatti 370.
En 2006, cette montre est une montre de conduite, liée à la Bugatti Veyron. Elle a fait l'objet d'un design digne d'un engin de course et est en or 18 carats. Pour la rendre lisible en conduisant, la face de cette montre a été placée en position verticale. 
La première montre Bugatti 370 a été acquise par Ralph Lauren. Il y a seulement cent cinquante unités de ce modèle par an, avec trois couleurs différentes. Elle vaut plus de 200 000 dollars américains. 
En  2009, Parmigiani Fleurier et Pershing, compagnie italienne de yacht, ont annoncé qu'ils allaient offrir une ligne de montres sportives aquatiques   dites " Pershing Aquatic "  .  Ces modèles seraient en deux lignes différentes : une édition limitéé 1-1-5 et une édition intitulée " Pershing Chronographs ". Ces montres sont avec un bracelet en caoutchouc ou en bracelet acier et résistent jusqu'à 200 mètres de profondeur .
En 2016, Parmigiani-Fleurier présente le concept Senfine, avec un nouveau échappement prenant davantage en compte les propriétés du silicone. Il  inclut un concept révolutionnaire utilisant un oscillateur avec haute fréquence et faible amplitude, afin d'avoir une précision maximale et d'augmenter le pouvoir de réserve. 